# Oliver Glasner
Oliver Glasner (Salzburgo, Austria; 28 de agosto de 1974) es un entrenador y exfutbolista austriaco. Actualmente dirige al Crystal Palace de la Premier League.

## Trayectoria

### Como futbolista
Como futbolista se desempeñó de defensa, y jugó por el SV Ried entre 1995 y 2011 donde disputó 567 encuentros oficiales y pasó toda su carrera, salvo por un préstamo al LASK Linz en la temporada 2003-04.

### Como entrenador
En 2012 comenzó su carrera como entrenador en el Red Bull Salzburgo. En julio de ese año fue nombrado entrenador asistente de Roger Schmidt en el primer equipo. Para 2014 fue contratado como primer entrenador del SV Ried.
En el 2015 ficha por el Lask Linz, al que dirigió un total de 161 partidos hasta 2019.
El 23 de abril de 2019, Glasner fue confirmado como nuevo entrenador del VfL Wolfsburgo. Bajo su dirección, el conjunto alemán finalizó en 4ª posición en la 1. Bundesliga 2020-21.
El 26 de mayo de 2021, se hizo oficial su llegada al Eintracht Frankfurt por los próximos tres años. En su primera temporada al mando del equipo de Hesse, no brilló en la Bundesliga, pero se proclamó campeón de la Liga Europa. Sin embargo, en mayo de 2023 anunció que dejaría el club a final de temporada, logrando llevar al equipo a la 7ª posición en la Bundesliga y al subcampeonato en la Copa de Alemania.
El 19 de febrero de 2024, fue oficializado como entrenador del Crystal Palace. El 26 de abril de 2025, guio al club a su tercera final de la FA Cup de la historia, tras vencer al Aston Villa. Unas semanas más tarde, el equipo ganó la competición por primera vez al vencer al Manchester City por 1-0 en la final.

## Estadísticas como entrenador
| Equipo                         | Div.                | Temporada           | Liga  | Liga | Liga | Liga | Liga |       | Copa | Copa | Copa | Copa  |    | Internacional | Internacional | Internacional | Internacional | Internacional |   | Otros | Otros | Otros | Otros |     | Totales     | Totales | Totales | Totales | Totales | Totales | Totales | Totales |
| Equipo                         | Div.                | Temporada           | Part. | G    | E    | P    | Pos. | Part. | G    | E    | P    | Part. | G  | E             | P             | Pos.          | Part.         | G             | E | P     | Part. | G     | E     | P   | Rendimiento | GF      | GC      | Dif.    |         |         |         |         |
| ------------------------------ | ------------------- | ------------------- | ----- | ---- | ---- | ---- | ---- | ----- | ---- | ---- | ---- | ----- | -- | ------------- | ------------- | ------------- | ------------- | ------------- | - | ----- | ----- | ----- | ----- | --- | ----------- | ------- | ------- | ------- | ------- | ------- | ------- | ------- |
| SV Ried · Austria              | 1.ª                 | 2014-15             | 35    | 12   | 7    | 16   | 6.º  | 2     | 1    | 0    | 1    | -     | -  | -             | -             | -             | -             | -             | - | -     | 37    | 13    | 7     | 17  | 41.45%      | 52      | 54      | -2      |         |         |         |         |
| SV Ried · Austria              | Total               | Total               | 35    | 12   | 7    | 16   | -    | 2     | 1    | 0    | 1    | -     | -  | -             | -             | -             | -             | -             | - | -     | 37    | 13    | 7     | 17  | 41.45%      | 52      | 54      | -2      |         |         |         |         |
| LASK Linz · Austria            | 2.ª                 | 2015-16             | 36    | 22   | 6    | 8    | 2.º  | 4     | 2    | 1    | 1    | -     | -  | -             | -             | -             | -             | -             | - | -     | 40    | 24    | 7     | 9   | 65.83%      | 75      | 39      | +36     |         |         |         |         |
| LASK Linz · Austria            | 2.ª                 | 2016-17             | 36    | 23   | 8    | 5    | 1.º  | 5     | 4    | 0    | 1    | -     | -  | -             | -             | -             | -             | -             | - | -     | 41    | 27    | 8     | 6   | 72.35%      | 90      | 50      | +40     |         |         |         |         |
| LASK Linz · Austria            | 1.ª                 | 2017-18             | 36    | 17   | 6    | 13   | 4.º  | 3     | 1    | 1    | 1    | -     | -  | -             | -             | -             | -             | -             | - | -     | 39    | 18    | 7     | 14  | 52.13%      | 55      | 49      | +6      |         |         |         |         |
| LASK Linz · Austria            | 1.ª                 | 2018-19             | 32    | 18   | 9    | 5    | 2.º  | 5     | 4    | 1    | 0    | 4     | 3  | 0             | 1             | 3ªR           | -             | -             | - | -     | 41    | 25    | 10    | 6   | 69.11%      | 88      | 35      | +53     |         |         |         |         |
| LASK Linz · Austria            | Total               | Total               | 140   | 80   | 29   | 31   | -    | 17    | 11   | 3    | 3    | 4     | 3  | 0             | 1             | -             | -             | -             | - | -     | 161   | 94    | 32    | 35  | 65.02%      | 308     | 173     | +135    |         |         |         |         |
| VfL Wolfsburgo · Alemania      | 1.ª                 | 2019-20             | 34    | 13   | 10   | 11   | 7.º  | 2     | 1    | 0    | 1    | 10    | 5  | 2             | 3             | 1/8           | -             | -             | - | -     | 46    | 19    | 12    | 15  | 50%         | 69      | 68      | +1      |         |         |         |         |
| VfL Wolfsburgo · Alemania      | 1.ª                 | 2020-21             | 34    | 17   | 10   | 7    | 4.º  | 4     | 3    | 0    | 1    | 3     | 2  | 0             | 1             | 4ªR           | -             | -             | - | -     | 41    | 22    | 10    | 9   | 61.79%      | 77      | 42      | +35     |         |         |         |         |
| VfL Wolfsburgo · Alemania      | Total               | Total               | 68    | 30   | 20   | 18   | -    | 6     | 4    | 0    | 2    | 13    | 7  | 2             | 4             | -             | -             | -             | - | -     | 87    | 41    | 22    | 24  | 55.56%      | 146     | 110     | +36     |         |         |         |         |
| Eintracht Frankfurt · Alemania | 1.ª                 | 2021-22             | 34    | 10   | 12   | 12   | 11.º | 1     | 0    | 0    | 1    | 13    | 7  | 6             | 0             | 1.º           | -             | -             | - | -     | 48    | 17    | 18    | 13  | 47.92%      | 66      | 64      | +2      |         |         |         |         |
| Eintracht Frankfurt · Alemania | 1.ª                 | 2022-23             | 34    | 13   | 11   | 10   | 7.º  | 6     | 5    | 0    | 1    | 8     | 3  | 1             | 4             | 1/8           | 1             | 0             | 0 | 1     | 49    | 21    | 12    | 16  | 51.02%      | 80      | 73      | +7      |         |         |         |         |
| Eintracht Frankfurt · Alemania | Total               | Total               | 68    | 23   | 23   | 22   | -    | 7     | 5    | 0    | 2    | 21    | 10 | 7             | 4             | -             | 1             | 0             | 0 | 1     | 97    | 38    | 30    | 29  | 49.49%      | 146     | 137     | +9      |         |         |         |         |
| Crystal Palace Inglaterra      | 1.ª                 | 2023-24             | 13    | 7    | 3    | 3    | 10.º | -     | -    | -    | -    | -     | -  | -             | -             | -             | -             | -             | - | -     | 13    | 7     | 3     | 3   | 61.54%      | 29      | 14      | +15     |         |         |         |         |
| Crystal Palace Inglaterra      | 1.ª                 | 2024-25             | 38    | 13   | 14   | 11   | 12.º | 10    | 9    | 0    | 1    | -     | -  | -             | -             | -             | -             | -             | - | -     | 48    | 22    | 14    | 12  | 55.55%      | 74      | 57      | +17     |         |         |         |         |
| Crystal Palace Inglaterra      | 1.ª                 | 2025-26             | 1     | 0    | 1    | 0    | -    | 0     | 0    | 0    | 0    | 0     | 0  | 0             | 0             | -             | 1             | 0             | 1 | 0     | 2     | 0     | 2     | 0   | 33.33%      | 2       | 2       | +0      |         |         |         |         |
| Crystal Palace Inglaterra      | Total               | Total               | 52    | 20   | 18   | 14   | -    | 10    | 9    | 0    | 1    | 0     | 0  | 0             | 0             | -             | 1             | 0             | 1 | 0     | 63    | 29    | 19    | 15  | 56.08%      | 105     | 73      | +32     |         |         |         |         |
| Total en su carrera            | Total en su carrera | Total en su carrera | 363   | 165  | 97   | 101  | -    | 42    | 30   | 3    | 9    | 38    | 20 | 9             | 9             | -             | 2             | 0             | 1 | 1     | 445   | 215   | 110   | 120 | 56.55%      | 757     | 547     | +210    |         |         |         |         |
| 1. 2. 3.                       |                     |                     |       |      |      |      |      |       |      |      |      |       |    |               |               |               |               |               |   |       |       |       |       |     |             |         |         |         |         |         |         |         |

### Resumen por competiciones
| Competición                  | Partidos | Ganados | Empatados | Perdidos | %      | Resultado        |
| ---------------------------- | -------- | ------- | --------- | -------- | ------ | ---------------- |
| 2. Liga                      | 72       | 45      | 14        | 13       | 68.98% | Campeón          |
| Admiral Bundesliga           | 103      | 47      | 22        | 34       | 52.75% | Subcampeón       |
| Copa de Austria              | 19       | 12      | 3         | 4        | 68.42% | Semifinales      |
| Bundesliga                   | 136      | 53      | 43        | 40       | 49.51% | 4.º lugar        |
| Copa de Alemania             | 13       | 9       | 0         | 4        | 69.23% | Subcampeón       |
| Premier League               | 52       | 20      | 18        | 14       | 50%    | 10.º lugar       |
| FA Cup                       | 6        | 6       | 0         | 0        | 100%   | Campeón          |
| EFL Cup                      | 4        | 3       | 0         | 1        | 75%    | Cuartos de final |
| Community Shield             | 1        | 0       | 1         | 0        | 33.33% | Campeón          |
| Liga de Campeones de la UEFA | 8        | 3       | 1         | 4        | 41.67% | Octavos de final |
| Liga Europa de la UEFA       | 30       | 17      | 8         | 5        | 65.56% | Campeón          |
| Liga Conferencia de la UEFA  | 0        | 0       | 0         | 0        | 0%     | En disputa       |
| Supercopa de la UEFA         | 1        | 0       | 0         | 1        | 0%     | Subcampeón       |
| TOTAL                        | 445      | 215     | 110       | 120      | 56.55% | 4 Títulos        |

## Palmarés

### Como jugador

#### Títulos nacionales
| Título          | Club    | País    | Año     |
| --------------- | ------- | ------- | ------- |
| 2. Liga         | SV Ried | Austria | 2004-05 |
| Copa de Austria | SV Ried | Austria | 1997-98 |
| Copa de Austria | SV Ried | Austria | 2010-11 |

### Como entrenador

#### Títulos nacionales
| Título           | Club                 | País       | Año     |
| ---------------- | -------------------- | ---------- | ------- |
| 2. Liga          | LASK Linz            | Austria    | 2016-17 |
| FA Cup           | Crystal Palace F. C. | Inglaterra | 2024-25 |
| Community Shield | Crystal Palace F. C. | Inglaterra | 2025    |

#### Títulos internacionales
| Título                 | Club                | Sede    | Año     |
| ---------------------- | ------------------- | ------- | ------- |
| Liga Europa de la UEFA | Eintracht Fráncfort | Sevilla | 2021-22 |